# Vexatorella alpina
Vexatorella alpina är en tvåhjärtbladig växtart som först beskrevs av Richard Anthony Salisbury och Joseph Knight, och fick sitt nu gällande namn av J.P. Rourke. Vexatorella alpina ingår i släktet Vexatorella och familjen Proteaceae. Inga underarter finns listade i Catalogue of Life.